# 朱永觀
朱永觀（?—?），字遜軒，號光甫，廣西橫州人，清朝翰林、官員。

## 生平
光绪十九年（1893年）癸巳恩科廣西鄉試第一名舉人（解元）。光緒二十一年（1895年）乙未科二甲第二十七名进士，同年五月，改翰林院庶吉士。光緒二十九年四月，散館，著以部属用，改刑部主事，復改廣東清遠縣知縣。

### 書目
- （清）法式善等，《清秘述聞三種》，中華書局，清代史料筆記叢刊，ISBN：ISBN 7101017428。
- 《大清德宗同天崇运大中至正经文纬武仁孝睿智端俭宽勤景皇帝实录》